# Nick Savrinn
Nick Savrinn es un personaje de ficción de la serie de televisión estadounidense de FOX, Prison Break interpretado por el actor Frank Grillo.Él se introdujo en el cuarto episodio de la serie como un abogado que trabaja para el Proyecto de Justicia, una organización que libra a las personas inocentes declaradas culpable.

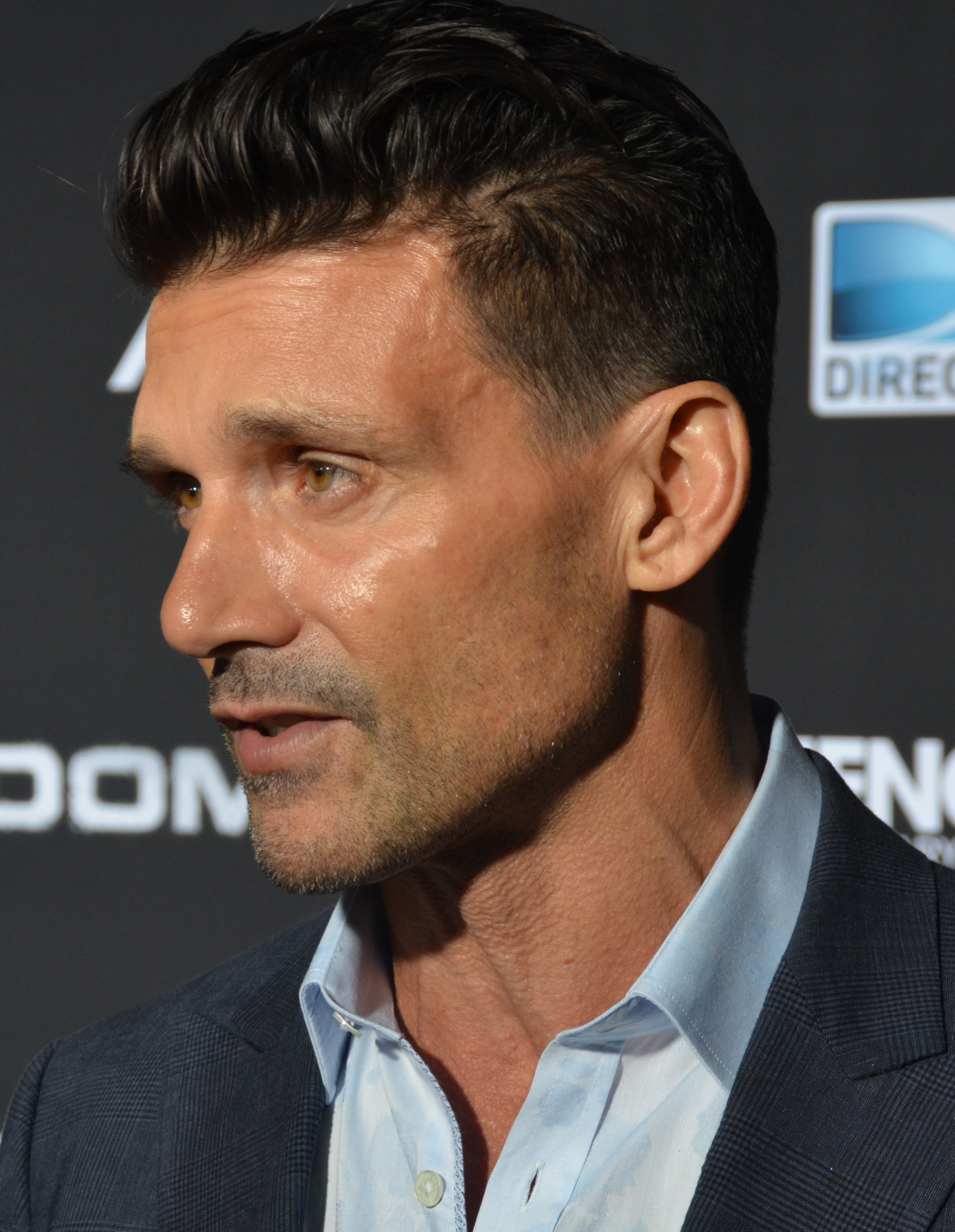
Frank Grillo (Octubre de 2014).

## Historia
Nick se graduó en la Universidad Duke y en Columbia Law School con el Doctor Juris. Barajó muchas ofertas de trabajo de empresas grandes en la ciudad de Nueva York, pero decidió trabajar para el Proyecto de Justicia. Allí, durante un tiempo liberó a trece clientes, cinco a quienes los habían condenado a muerte. Aunque el Proyecto de Justicia se negó a ayudar a Veronica Donovan, con el caso de Lincoln Burrows, Nick ofreció igual su ayuda trabajando gratis porque creyó que Lincoln era inocente.

## Apariciones
Introducido en el cuarto episodio de la primera temporada, "Cute Poison", Nick Savrinn apareció después en cada episodio de la primera temporada excepto el episodio de la escena retrospectiva, "Brother's Keeper". El personaje murió en el penúltimo episodio de la primera temporada, "Go" pero también estuvo en el episodio final, "Flight".

### Primera temporada
Después de que su superior (en el Proyecto de Justicia) negara ayudar a Veronica Donovan, Nick se acerca a Veronica en la calle y ofrece su ayuda. Él la convence de que lo deje ayudarla a encontrar la evidencia para apoyar la inocencia de Lincoln. Ellos descubren que la cinta de seguridad onde se ve a Lincoln disparar, era falsa; pero cuando ellos van en busca de la copia original de la cinta, esta estaba dañada y no sirve como prueba. 
En el episodio, "Riots, Drills and the Devil (Part two)", ellos son amenazados vía una llamada telefónica pública en Washington D. C. cuando habían encontrado las viejas oficinas de Ecofield, la compañía de Terrence Steadman. Esto seguido por una explosión en el apartamento de Veronica, pero ambos escaparon a la cabaña del padre de Nick en New Glarus, Wisconsin.
L. J. (el hijo de Lincoln) se convierte en el nuevo blanco de los agentes Paul Kellerman y Daniel Hale, pero logra escapar y reunirse con Nick y Veronica en la cabaña. "La Compañía" manda al agente Quinn para que se ocupe de los cabos sueltos (L.J., Nck y Verónica). Quinn los localiza en la cabaña después de que asesinara Sebastián Balfour, (novio de Verónica) y usara su msn para contactar a Verónica. 
Cuando aparece en la cabaña Quinn, se hace pasar por un herido, y los toma como rehenes, a Nick le pega un tiro. Cuando L.J. y Verónica logran liberarse y deshacerse de Quinn, llevan a Nick al hospital para salvarle la vida. Después de recuperarse, Nick y Verónica regresan a la corte durante por última vez para apelar por Lincoln en el día de su ejecución. Ellos pierden la apelación pero fortuitamente, un hombre anónimo (quién después sería el padre de Lincoln) les da nueva evidencia, permitiéndoles pedirle al juez que detuviera la ejecución.
Esto renueva su esperanza por exonerar a Lincoln, incitándolos a demandar que un examinador médico investigue el cuerpo de Terrence Steadman .Sin embargo, los archivos dentales del cadáver eran iguales a los archivos de Terrence Steadman y otra vez quedan sin ninguna prueba a su favor. Nick, Verónica y L.J. el retornan a New Glarus para visitar el cuerpo de Quinn y obtener su teléfono celular. Cuando Nick fue a una tienda para comprar el cargador del telefónico, se encuentra con un hombre que le recuerda su trato.
Luego se revelaría que Nick tenía otro motivo para ayudar a Verónica; él había hecho un trato con John Abruzzi que a cambio de la libertad de su padre, vigilaría a Verónica y la entregaría cuando lo demandara Abruzzi. Cuando le piden que traiga a Verónica en la noche del escape, de Fox River, Nick la rapta pero luego se arrepiente y la deja en libertad. Finalmente en el próximo episodio, Nick se disculpa y le dice a Verónica que vaya Montana para encontrar a Steadman. Nick va a su apartamento para encontrarse con su padre, pero un cómplice de Abruzzi le estaba apuntando y le dispara un tiro en la cabeza. Nick se niega a decirle dónde está Verónica y como resultado lo matan igual que al padre.